# San Materno (Mola di Bari)
San Materno (talvolta indicata come San Maderno) è una frazione di Mola di Bari.

## Geografia fisica
La frazione è posta a sud di Mola di Bari, in direzione di Rutigliano e occupa il primo gradino premurgiano, a circa 130 metri s.l.m.. 

## Storia
Al pari delle campagne circostanti, la località fu interessata, a partire dal Seicento, dalla costruzione di masserie, complessi architettonici a corte, asserviti a scopi primariamente agricoli e comprendenti ambienti di abitazione, stalle e locali per il ricovero e talvolta la lavorazione delle derrate agricole. Presso la masseria Zuccarino, di proprietà dell'arciprete di Mola di Bari, Giuseppe Zuccarino, fu edificata una cappella dedicata a Materno di Milano, santo al quale il sacerdote era devoto per motivi ignoti, e che diede poi il nome alla località.
In virtù della posizione elevata, che le assicura un'ampia visuale su una vasta porzione della costa, nell'Ottocento la frazione assunse marcatamente il carattere di luogo di villeggiatura: in quegli anni, a San Materno come anche nelle vicine località di Brenca e Pozzovivo, furono edificate numerose ville, impiegate per lo più come residenze estive delle famiglie borghesi di Mola di Bari. Sia pure nella pluralità degli stili architettonici - che spaziavano dal neoclassico al neogotico, persino con elementi di revival egiziano - le ville ottocentesche costituirono una chiara cesura rispetto alla tipologia della masseria che sino ad allora aveva contraddistinto il paesaggio rurale. Per sottolineare la peculiarità delle costruzioni, in anni recenti la località è identificata anche come "Poggio delle antiche ville". 

## Monumenti e luoghi d'interesse
- Eco-museo comunale del Poggio delle antiche ville, con annessa biblioteca.